# Sophia Kinderziekenhuis
Het Sophia Kinderziekenhuis is een voormalig zelfstandig ziekenhuis in Rotterdam.

## Geschiedenis

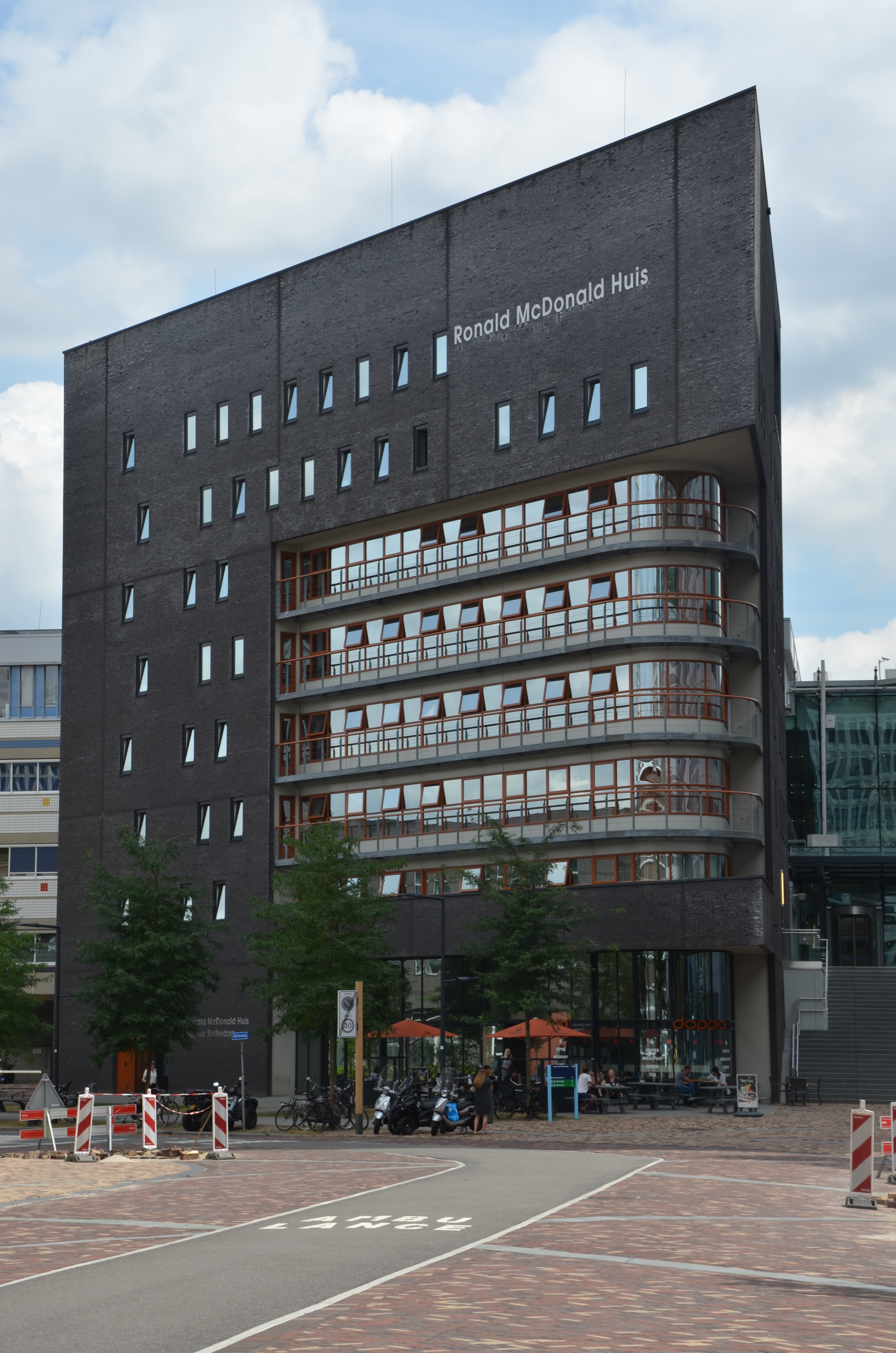
Ronald McDonald Huis in Rotterdam

Het kinderziekenhuis, vernoemd naar koningin Sophia, is het oudste kinderziekenhuis van Nederland. Het ontstond in 1863 aan de Hoogstraat, op de plaats van de huidige Beurstraverse. De twee ziekenzaaltjes met plaats voor acht personen waren gevestigd op de eerste etage boven een meubelwinkel.
In 1866 verhuisde het ziekenhuis naar de door de gemeente Rotterdam aangekochte villa Belvedere aan de Dirk Smitsstraat 4. Na een bezoek in 1869 van koningin Sophia die de inrichting tot in de kleinste bijzonderheden in ogenschouw nam deed het bestuur het aanbod om de naam van Hare Majesteit aan het Kinderziekenhuis te verbinden, waarna vanaf 1870 de naam Sophia Kinderziekenhuis op de gevel prijkte.
In 1876 werd met de bouw van een nieuw kinderziekenhuis aan de Westersingel gestart. Vanaf de ingebruikname in 1878 tot 1937 was het ziekenhuis hier gevestigd.
Na een fusie in 1934 met de Zuigelingen Vereniging Rotterdam werd in 1935 een nieuw kinderziekenhuis gebouwd aan de Gordelweg in de Rotterdamse wijk Bergpolder. Daar was de instelling zestig jaar lang gevestigd.
In 1994 verhuisde het Sophia naar een nieuw gebouw in de wijk Dijkzigt. Sinds de fusie met enkele andere Rotterdamse ziekenhuizen aan het begin van de 21e eeuw is het een onderdeel van het Erasmus MC en heet sindsdien 'Erasmus MC Sophia'. Naast de directe diagnostiek en behandeling van patiënten besteedt het als academisch ziekenhuis ook aandacht aan wetenschappelijk onderzoek. Zo startte het in 1983 het grootschalige en langdurige gedragsontwikkelingsonderzoek Gedrag in Beeld.
In 2013 werd het 150-jarig bestaan gevierd. Koningin Máxima onthulde op 22 mei Sophietje, de mascotte van het kinderziekenhuis. Op 10 september 2015 schonken Ollimania en haar makers Hein Mevissen en Diederiekje Bok een enorm Olli-beeld aan het Sophia Kinderziekenhuis.
Erasmus MC Sophia heeft een eigen tv-studio, waar 'Sophia TV' wordt gemaakt. Dit betekent dat er twee keer per week live-uitzendingen worden gemaakt voor en door patiënten. Ouders en hun kinderen kunnen een logeerkamer aanvragen in het Ronald McDonald Huis Sophia Rotterdam.
In 2021/2022 ondersteunt de Stichting Vrienden van het Sophia, samen met alle deelnemers en donateurs, projecten in het Kinderthoraxcentrum. Dit centrum is er voor kinderen met problemen aan het hart, de longen, luchtwegen, slokdarm en/of het middenrif. Het is de enige plek in Nederland waar harttransplantaties bij kinderen plaatsvinden.